# Порт-Блэр
Порт-Блэр (англ. Port Blair произношениео файле хинди पोर्ट ब्लेयर) — город на острове Южный Андаман, столица и крупнейший населённый пункт союзной территории Андаманские и Никобарские острова.

## Климат
Климат в городе тропический, влажный, с относительно сухим сезоном в январе—апреле. Осадков в год выпадает 3100—3150 мм, среднемесячная температура от +25,5°С до +28,0 °C (среднегодовая — +26,4 °C).

## История
В 1789 году власти Бенгалии основали исправительную колонию на острове Чэтем в южно-восточном заливе Большого Андамана, названную Порт-Блэр, в честь лейтенанта Арчибальда Блэра, британского морского офицера из Британской Ост-Индской компании. Через два года колонию перенесли на северо-восточное побережье Большого Андамана и переименовали в Порт-Корнуоллис, в честь адмирала Уильяма Корнуоллиса. В колонии было много заболеваний и высокая смертность, поэтому власти закрыли колонию в мае 1796 года.
В 1940-х гг в Порт-Блэре располагалась штаб-квартира Индийской национальной армии под руководством Субхаса Чандры Боса, с 1943 по 1945 годы территория была оккупирована Японией.
Город пострадал от цунами, вызванного декабрьским землетрясением 2004 года, однако в достаточной степени сохранился и использовался как база для оказания помощи пострадавшим на архипелаге.

## Население
Согласно переписи 2011 года, в Порт-Блэре проживало 100 608 человек.

## Экономика
В настоящее время в городе развиты судостроение и рыболовство, работает лесоперерабатывающий завод. Порт-Блэр известен также кустарными изделиями из различных материалов (дерево, кожа, металлы).

### Туризм
Порт-Блэр популярен среди туристов, рядом с городом расположены белоснежные пляжи, в городе находятся крупный дайвинговый центр, а также антропологический, лесной и морской музеи. Здание бывшей тюрьмы используется как туристический аттракцион.